# Ogniwo paliwowe

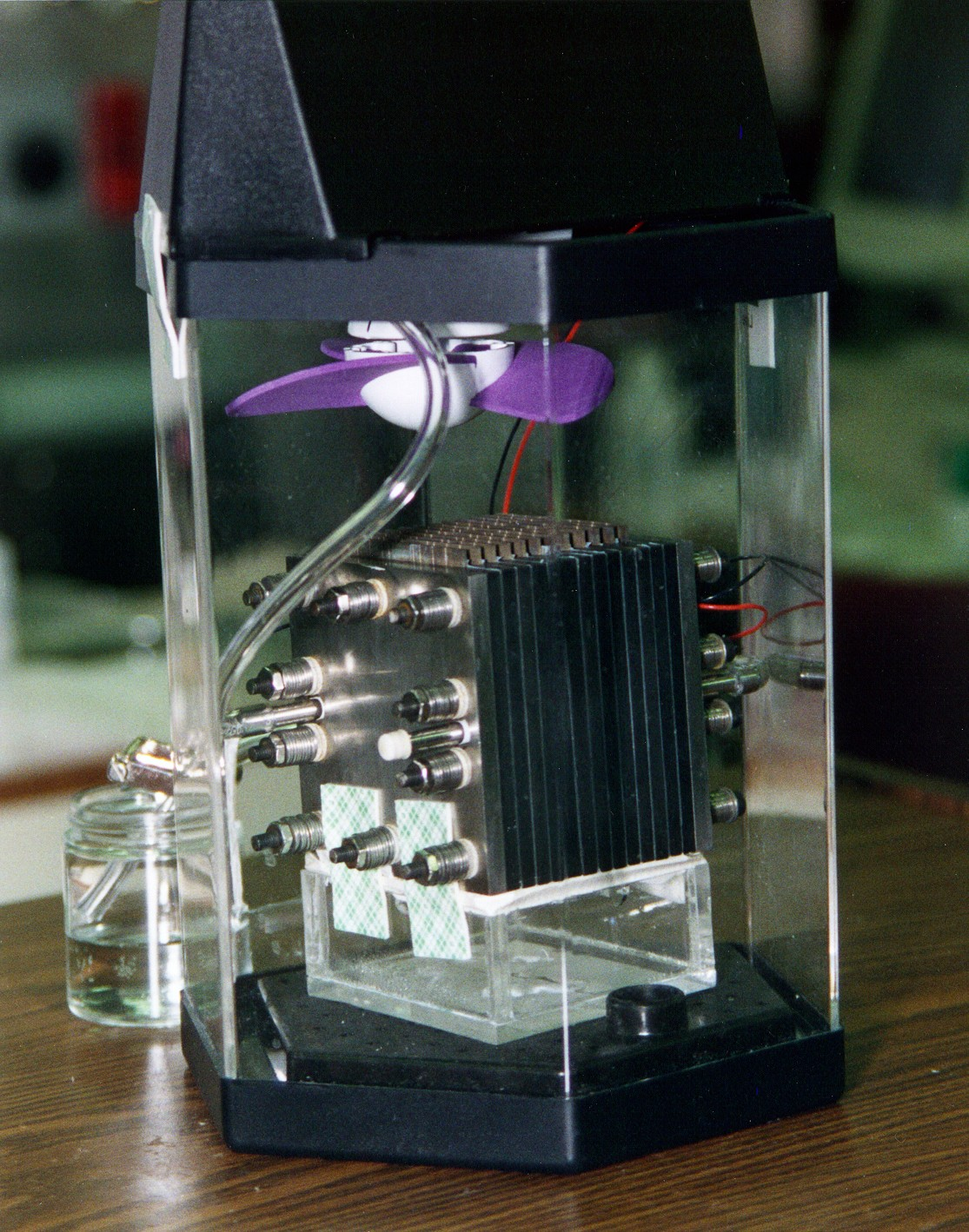
Bezpośrednie ogniwo metanolowe w przezroczystej obudowie

Schemat zasady działania ogniwa paliwowego

Schemat budowy alkalicznego ogniwa paliwowego: 1 – wodór, 2 – przepływ elektronów, 3 – ładowanie (odbiornik energii), 4 – tlen, 5 – katoda, 6 – elektrolit, 7 – anoda, 8 – woda, 9 – jony hydroksylowe

Ogniwo paliwowe – ogniwo generujące energię elektryczną z reakcji utleniania stale dostarczanego do niego z zewnątrz paliwa. W odróżnieniu od ogniw galwanicznych (akumulatory, baterie), w których energia wytwarzanego prądu musi zostać wcześniej zgromadzona wewnątrz tych urządzeń (co znacznie ogranicza czas ich pracy), ogniwa paliwowe nie muszą być wcześniej ładowane. Wystarczy tylko doprowadzić do nich paliwo. W przypadku ogniw galwanicznych ładowanie może być procesem trwającym wiele godzin, a ogniwa paliwowe są gotowe do pracy po krótkim czasie wymaganym do nagrzania.
Większość ogniw paliwowych do produkcji energii elektrycznej wykorzystuje wodór na anodzie oraz tlen na katodzie. Są to ogniwa wodorowe. Proces produkcji energii nie zmienia chemicznej natury elektrod oraz wykorzystywanych elektrolitów. W ogniwach galwanicznych wytwarzanie prądu opiera się na szeregu reakcji chemicznych, które doprowadzają do zmiany składu elektrolitów lub elektrod. Aby odwrócić ten proces konieczne jest długotrwałe ładowanie.
Zaletą ogniw wodorowych jest brak zanieczyszczania powietrza. Powstające w nich spaliny składają się wyłącznie z obojętnej dla środowiska pary wodnej. Z kolei silniki spalinowe oprócz pary wodnej wytwarzają też dwutlenek węgla, tlenek węgla (czad), ozon, tlenki azotu oraz szereg innych toksycznych substancji.

## Zasada działania
Podstawowym rodzajem ogniw paliwowych są ogniwa wodorowo-tlenowe z membraną do wymiany protonów (elektrolit polimerowy). Cienka warstwa polimeru przewodzącego protony rozdziela anodę i katodę. Zwykle elektrody mają postać nawęglonego papieru pokrytego platyną w charakterze katalizatora reakcji.
Gazowy wodór wprowadzany jest w obszar porowatej anody, gdzie ulega utlenieniu (oddaje elektrony, e−), w wyniku czego powstają kationy wodorowe (protony), H+:
2H2 → 4H+ + 4e−
Na katodzie tlen reaguje z elektronami, redukując się do O2−:
O2 + 4e− → 2O2−
Półprzepuszczalna membrana pozwala tylko na dyfuzję protonów (od anody do katody), nie przepuszcza natomiast innych jonów, w tym anionów tlenkowych O2− (od katody do anody). Kationy wodorowe po dotarciu do przestrzeni katodowej reagują z anionami tlenkowymi, dając wodę (w postaci pary lub ciekłej):
2O2− + 4H+ → 2H2O
Elektrony z anody docierają do katody poprzez obwód elektryczny, wytwarzając prąd pozwalający na zasilanie urządzeń.
Istnieją odmiany ogniw paliwowych, w których źródłem energii nie jest wodór w postaci gazowej. Gaz ten jest produkowany w ogniwie na skutek spalania związków chemicznych bogatych w wodór, jak metan czy metanol. Wodór zgromadzony w postaci związanej jest łatwiejszy do transportu – zajmuje mniejszą objętość i nie musi być skraplany w bardzo niskiej temperaturze. Jednak sprawność takich ogniw jest mniejsza i często oprócz pary wodnej produkują one dwutlenek węgla. Niemniej są i tak „czystsze” oraz bardziej wydajne od tradycyjnych silników spalinowych.
W odróżnieniu od baterii i akumulatorów, ogniwa paliwowe nie gromadzą wewnątrz energii. Bez dostarczania paliwa proces produkcji prądu się zatrzymuje. Są jednak urządzenia, w których z ogniwem paliwowym łączy się baterie słoneczne, produkujące wodór przez elektrolizę. W takim układzie wodór jest produkowany w ciągu dnia z energii słonecznej, a w nocy ulega spaleniu w ogniwie. Sprawność takiego procesu (prąd → wodór → prąd) jest rzędu 30–40%.
Podobne rozwiązanie może zostać zastosowane w elektrowni wiatrowej. Kiedy wieje silny wiatr, nadmiar energii magazynowany jest w postaci wodoru. Kiedy wiatr słabnie, niedobór prądu pokrywa produkcja energii w ogniwie paliwowym. Spekuluje się na temat możliwości budowy systemu rurociągów transportujących zmagazynowaną w wodorze energię do jej odbiorców.
Zasada działania ogniw paliwowych w których wodór reaguje z tlenem w celu produkcji wody oraz energii elektrycznej, jest odwrotnością procesu elektrolizy, podczas której prąd elektryczny jest przepuszczany przez wodę, w celu rozdzielenia więzów między atomami tlenu i wodoru.

## Sprawność ogniwa paliwowego

### Sprawność termodynamiczna
Silniki cieplne pracujące w oparciu o paliwo chemiczne spalają paliwo, zamieniając jego energię na energię termiczną, energia termiczna jest zamieniana na pracę. Ogniwa paliwowe przetwarzają energię chemiczną na elektryczną w zupełnie inny sposób, bez zamiany na energię termiczną, przez co mogą osiągnąć większą sprawność teoretyczną niż silnik pracujący według idealnego cyklu Carnota. Sprawność przetwarzania energii zawartej w paliwie przez ogniwa, także podlega ograniczeniom wynikającym z zasad termodynamiki, ale są to całkiem inne ograniczenia niż dla silników cieplnych.
Z pierwszej zasady termodynamiki wynika, że zmiana energii wewnętrznej podczas reakcji następuje w wyniku przepływu ciepła do układu i wykonania pracy przez układ, co określa wzór:
{\displaystyle \Delta U=Q-L.}
Praca wykonana przez układ składa się z pracy wykonanej na przenoszenie ładunków elektrycznych {\displaystyle (L_{e}),} jak i pracy objętościowej, {\displaystyle L_{V}=p\Delta V.} Po dodaniu do obu stron równości wyrażenia pΔV, otrzymujemy wzór na zmianę entalpii w reakcji:
{\displaystyle \Delta U+p\Delta V=Q-L+p\Delta V=Q-L_{e},}
{\displaystyle \Delta H=Q-L_{e}.}
Entalpia jest równa energii jaką można uzyskać z danego procesu przebiegającego przy stałym ciśnieniu.
Przyjmując, że proces jest odwracalny, z II zasady termodynamiki otrzymujemy:
{\displaystyle Q=T\Delta S,}
{\displaystyle \Delta H=T\Delta S-L_{e}}
lub
{\displaystyle -L_{e}=\Delta H-T\Delta S=\Delta G.}
Prawa strona tego wzoru to entalpia swobodna zwana funkcją Gibbsa. Wykonana praca zwiększa energię elektryczną przenoszonych elektronów co jest równoważne wytwarzaniu siły elektromotorycznej. Energia ta rozkłada się na wszystkie elektrony przenoszone podczas reakcji. Co dla 1 mola reakcji daje zależności:
{\displaystyle L_{e}=nAeE,}
{\displaystyle E={\frac {L_{e}}{nAe}}={\frac {L_{e}}{96487n}}={\frac {\Delta G}{96487n}},}
gdzie:
{\displaystyle n} – liczba elektronów w pojedynczej reakcji,
{\displaystyle A} – liczba Avogadra,
{\displaystyle e} – ładunek elektronu,
{\displaystyle E} – wytwarzana siła elektromotoryczna.
Entalpia, jak i funkcja Gibbsa procesu termodynamicznego jest możliwa do obliczenia teoretycznego, znane są też ich zależności od temperatury, ciśnienia itp. Zależność funkcji Gibbsa, a tym samym i siły elektromotorycznej ogniwa, od aktywności molowej reagentów opisuje równanie Nernsta.
Sprawność ogniwa określa się jako stosunek energii elektrycznej do całkowitej energii możliwej do uzyskania w wyniku tej reakcji. Reakcja przebiega przy stałym ciśnieniu, dlatego uzyskiwaną energię, czyli energię swobodną odnosi się do entalpii.
{\displaystyle \eta ={\frac {\Delta G}{\Delta H}}={\frac {\Delta H-T\cdot \Delta S}{\Delta H}}=1-{\frac {T\cdot \Delta S}{\Delta H}},}
gdzie:
{\displaystyle \Delta G} – zmiana entalpii swobodnej (funkcji Gibbsa),
{\displaystyle \Delta H} – zmiana entalpii całkowitej paliwa,
{\displaystyle \Delta S} – przyrost entropii układu,
{\displaystyle T} – temperatura bezwzględna pracy ogniwa.
Dla przemian egzotermicznych {\displaystyle (\Delta H<0),} w których zmiana entropii (ΔS) jest większa od zera, sprawność taka jest nawet większa od jedności. (T jest temperaturą absolutną ogniwa paliwowego, czyli liczbą zawsze dodatnią). Oznacza to że, teoretycznie, mogą istnieć reakcje chemiczne w wyniku których ogniwo wytwarza więcej energii elektrycznej niż zawarta w paliwie, pobiera wówczas energię cieplną z otoczenia i zamienia ją na energię elektryczną, taką reakcją jest reakcja utleniania węgla do tlenku węgla, której sprawność teoretyczna wynosi 124,2%.

### Czynniki ograniczające sprawność
Sprawność ogniwa paliwowego zależy od pobieranej mocy – im pobierana moc jest większa, tym niższa jest sprawność ogniwa. Większość strat przejawia się jako spadek napięcia ogniwa, tak więc sprawność można przedstawić jako funkcję napięcia zależną od obciążenia ogniwa. Typowe ogniwo pracujące przy napięciu 0,7 V ma sprawność około 50%, co oznacza, ze 50% energii paliwa wodorowego jest zamieniane na energię elektryczną, pozostałe 50% zamieniane jest w ciepło.

### Rzeczywiste ogniwa
Dla ogniwa wodorowego pracującego w standardowych warunkach, sprawność jest równa napięciu celi ogniwa podzielonej przez 1,48 V wynikającego z termodynamiki reakcji. Dla tego samego ogniwa sprawność egzergetyczna jest równa ilorazowi napięcia celi i 1,23 V (napięcie 1,23 V jest zależne od jakości użytego paliwa i temperatury pracy ogniwa). Różnica między sprawnością (termodynamiczną) a sprawnością egzergetyczną wynika z różnicy pomiędzy wykorzystaną entalpią paliwa a możliwą do wykorzystania entalpią swobodną Gibbsa. Ta różnica zawsze przejawia się jako ciepło, niezależnie od innych strat konwersji energii elektrycznej.
Ogniwa paliwowe nie są ograniczone przez maksymalną sprawność cyklu Carnota, tak jak silniki cieplne, ponieważ nie zamieniają energii chemicznej na energię cieplną. Prawa termodynamiki obowiązujące dla reakcji chemicznych ograniczają także maksymalna sprawność ogniwa paliwowego, jednak teoretyczna sprawność ogniw paliwowych jest znacznie wyższa (83% sprawność dla 298 K) niż cyklu Carnota (21% dla {\displaystyle T_{1}} = 293 K i {\displaystyle T_{2}} = 373 K). Prawidłowym jest stwierdzenie, że „ograniczenia narzucone przez drugą zasadę termodynamiki na ogniwa paliwowe są znacznie łagodniejsze niż ograniczenia narzucone na konwencjonalne systemy konwersji energii”.
Rzeczywista sprawność produkowanych ogniw sięga 40–60% i jest porównywalna z silnikami cieplnymi. W przypadku wykorzystywania ogniwa do napędu trzeba dodatkowo uwzględnić sprawność przetwarzania energii elektrycznej na pracę.

## Historia

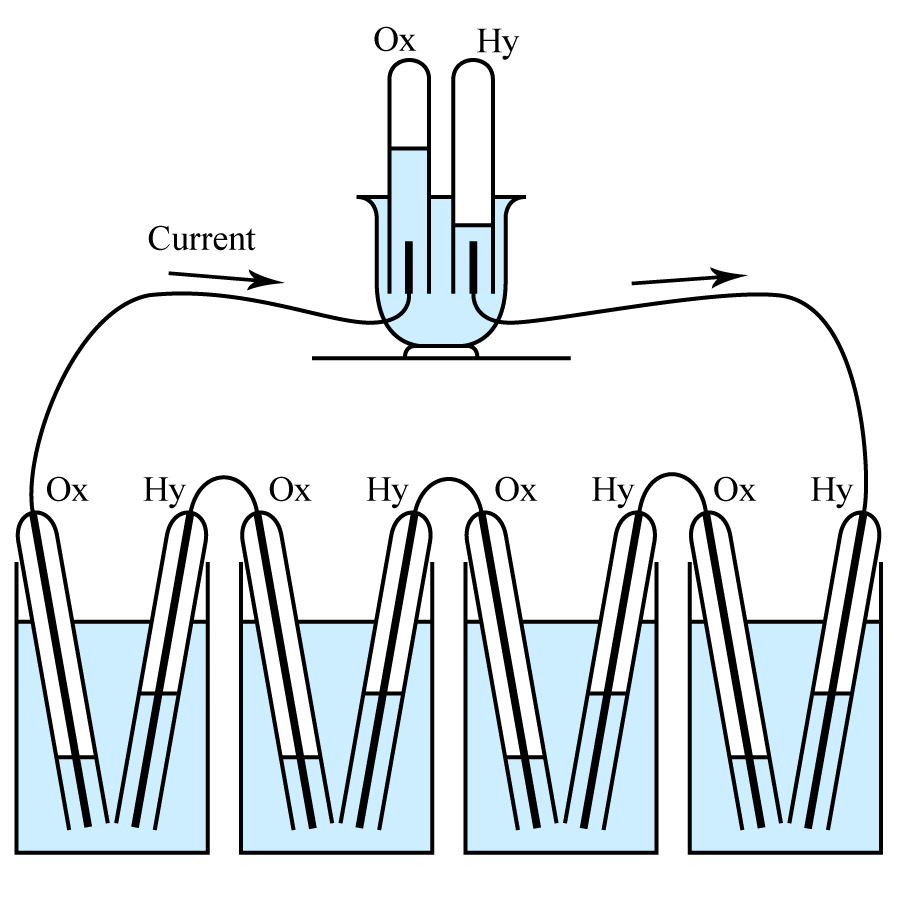
Ogniwo wodorowe konstrukcji Williama R. Grove’a z 1839 roku

Zasadę działania ogniw wodorowych odkrył w 1838 roku niemiecko-szwajcarski chemik Christian Friedrich Schönbein. Opublikował ją w styczniowym wydaniu 1839 „Philosophical Magazine” („Magazynu Filozoficznego”) i na podstawie tej pracy walijski naukowiec sir William Grove stworzył pierwsze działające ogniwo paliwowe. W roku 1887 Walther Hermann Nernst zaproponował i wprowadził opis matematyczny działania ogniwa paliwowego w formie znanej dziś jako równanie Nernsta, które koreluje równowagowy potencjał elektrod ogniwa paliwowego z potencjałem standardowym oraz stężeń reagentów procesu elektrochemicznego. Około 1958 roku amerykańskim i brytyjskim naukowcom udało się po raz pierwszy wyprodukować działające ogniwa paliwowe służące spalaniu gazowej formy wodoru. Ogniwa te nie znalazły jednak praktycznego zastosowania aż do lat sześćdziesiątych XX wieku, kiedy to Stany Zjednoczone wykorzystały ogniwa z membranami polimerowymi, albo AFC jako źródło elektryczności i wody w swoim programie kosmicznym. W ogniwa paliwowe zostały wyposażone takie statki jak np. Gemini 5, programie Apollo – gdzie po raz pierwszy w historii zastosowano ogniwa paliwowe produkowane na skalę przemysłową, czy stacja kosmiczna Skylab. Dodatkowym atutem ogniw była produkcja wody pitnej.
Do produkcji ogniw paliwowych stosowano wówczas niezwykle drogie materiały, a do ich działania były potrzebne bardzo wysokie temperatury oraz tlen i wodór o niskim poziomie zanieczyszczenia. Koszt ich wytworzenia sięgał wówczas 100 000 dolarów za kilowat, jednak
zdecydowano się na ich użycie, gdyż wodór i tlen wykorzystywano jako paliwo i dzięki temu na statkach kosmicznych były dostępne w dużych ilościach.
Dalszy rozwój technologiczny w latach osiemdziesiątych i
dziewięćdziesiątych (między innymi wykorzystanie membrany polimerowej np. Nafionu jako elektrolitu oraz zmniejszenie ilości platyny koniecznej do produkcji ogniw) umożliwił zastosowanie ogniw paliwowych do celów komercyjnych, m.in. w prototypowych pojazdach. Przez dotychczasowe lata naukowcy starali się przebić barierę techniczną miniaturyzacji ogniw. W roku 2005 firma Intelligent Energy wyprodukowała pierwszy na świecie motocykl ENV całkowicie skonstruowany pod kątem zasilania ogniwami paliwowymi. Udało się pokonać bariery miniaturyzacyjne, tworząc ogniwa polimerowe zasilane metanolem – DMFC, co pozwala na zastosowanie ich w przenośnym sprzęcie elektronicznym, używanym z dala od źródeł ładowania akumulatorów, np. w komputerach przenośnych – laptop, czy telefonach komórkowych.

## Polskie układy energetyczne z ogniwami SOFC

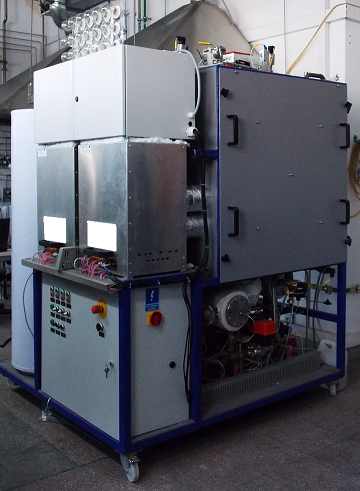
Pierwsza polska instalacja ze stałotlenkowymi ogniwami paliwowymi (SOFC) do generacji energii elektrycznej i ciepła, zbudowana w Instytucie Energetyki

Pierwsza polska jednostka mikro-kogeneracyjna (ang. micro-combined heat and power unit) została uruchomiona we wrześniu 2015 r. w Instytucie Energetyki. Układ ten ma moc elektryczną i cieplną ok. 2 kW. Instalacja jest zasilana oczyszczonym biogazem, jednak możliwe jest wykorzystanie alternatywnych paliw, w tym gazu ziemnego i paliw syntetycznych takich jak eter dimetylowy (DME).

## Wpływ na środowisko
Wpływ ogniw paliwowych na środowisko zależy w dużej mierze od metody uzyskiwania stosowanego w nich paliwa. Ogniwa wodorowe nie mogą być używane jako pierwotne źródło energii, lecz konieczne jest wytwarzanie stosowanego w nich wodoru. Chociaż wytwarzanie wodoru w procesie elektrolizy ma dość dużą sprawność, to jest ono kosztowne i najtańszą metodą produkcji wodoru jest reforming węglowodorów, gdzie najpopularniejszym procesem jest wytwarzanie go z metanu w procesie reformingu parowego, który ma sprawność około 80%. Produktem ubocznym tego procesu jest dwutlenek węgla, jednak szkodliwość dla środowiska jest ograniczona, gdyż w przeciwieństwie do silników spalinowych dwutlenek węgla nie jest emitowany do atmosfery przez każdy pojazd, lecz powstaje w miejscu wytwarzania wodoru, dzięki czemu można go wykorzystać.
Sceptycy zwracają uwagę na ciągle wysokie koszty produkcji ogniw, jak i paliwa do nich. Do zalet należy jednak dodać to, że sprawność konwersji energii chemicznej paliwa na energię elektryczną przewyższa sprawność większości konwencjonalnych źródeł energii. W ostatnim czasie pojawiają się obiecujące wyniki badań związane z zastąpieniem kosztownych katalizatorów platynowych tańszymi materiałami – firma Ballard wprowadziła na rynek niewielkiej mocy przenośne ogniwa takiego typu.

## Zastosowania
Najważniejsze zastosowania ogniw paliwowych:
- zapewnianie energii w niezależnych od powietrza atmosferycznego napędach okrętów podwodnych, pojazdach kosmicznych.
- dostarczanie energii w miejscach pozbawionych dostępu do sieci energetycznej,
- energetyka,
- roboty mobilne – autonomiczne roboty wykonujące prace serwisowe (sprzątanie) lub transportowe,
- samochody na wodór,
- sondy i statki kosmiczne,
- systemy zasilania awaryjnego,
- urządzenia mobilne – telefony komórkowe, urządzenia PDA, notebooki.

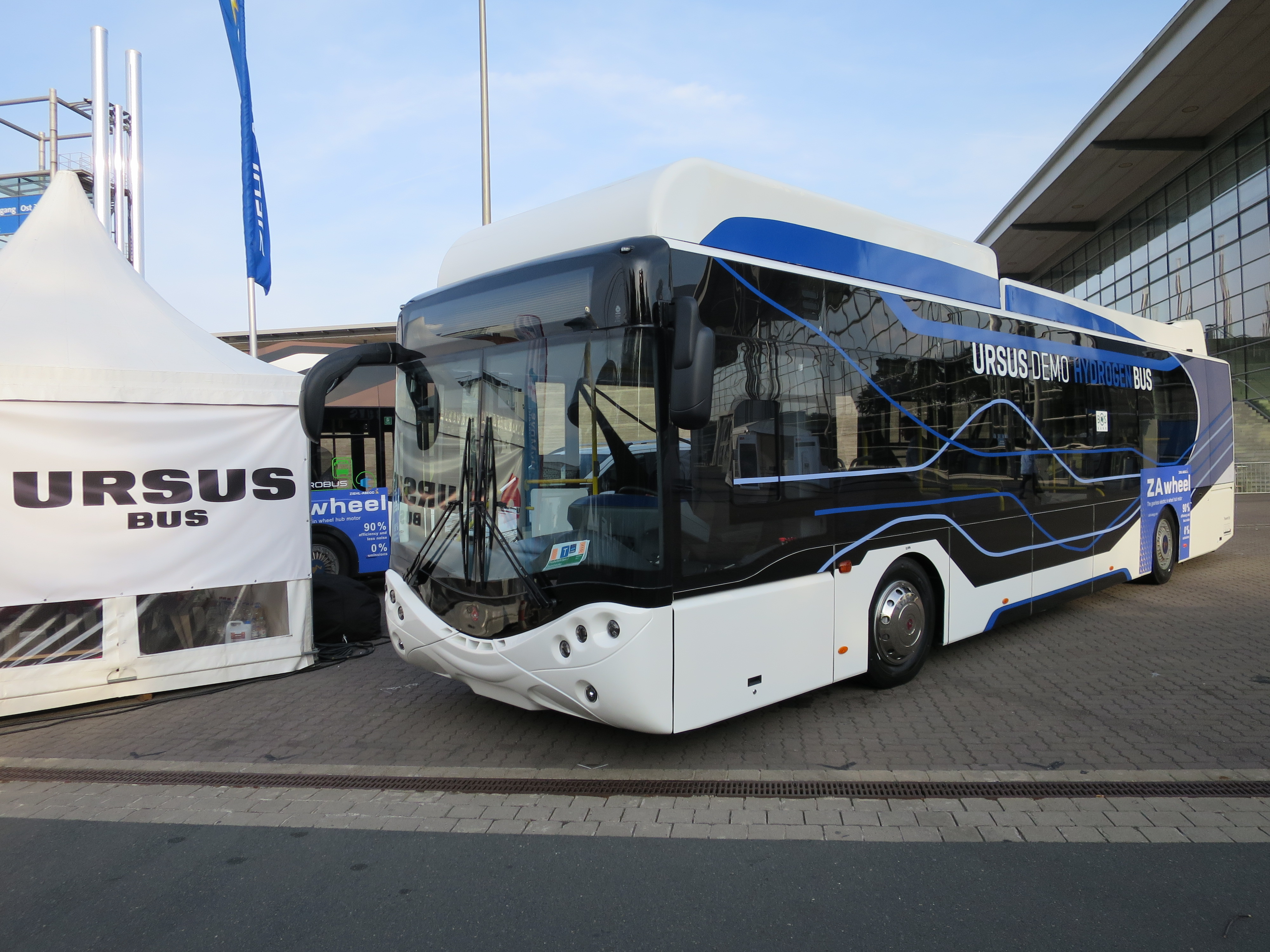
Ursus City Smile z napędem wodorowym

Ogniwa paliwowe są coraz częściej stosowane w samochodach osobowych. Przykłady takich modeli to: Toyota Mirai, Lexus LF-FC, Honda FCX Clarity, Nissan X-Trail FCV (Fuel Cell Vehicle), Toyota FCHV (Fuel Cell Hybrid Vehicle), Hyundai ix35 Fuel Cell. Ford proponuje Focusa FCEV Hybrid, nad autami z ogniwami paliwowymi pracuje też General Motors, Mercedes, Mitsubishi i wiele innych koncernów. Nie należy z autami wyposażonymi w ogniwa paliwowe (a więc elektrycznymi) mylić tych, w których paliwem jest wodór, ale spalany w klasycznym silniku cieplnym. Są to BMW hydrogen 7 i Mazda RX 8 hydrogen RE z silnikiem Wankla. Mazda RX-8 hydrogen – pierwszy silnik Wankla zasilany wodorem.
W lipcu 2015 roku odbyły się w Tokio testy w ruchu miejskim autobusu Toyota FC Bus z napędem na wodorowe ogniwa paliwowe. W październiku 2016 Toyota ogłosiła, że w 2017 roku rozpocznie sprzedaż FC Bus w Japonii. Pierwsze dwa autobusy kupi Biuro Transportu Tokio. Do 2020 roku Toyota zamierza sprzedać 100 FC Bus.
W 2016 na targach motoryzacyjnych w Hanowerze został zaprezentowany polski miejski autobus wyposażony w wodorowe ogniwa paliwowe, o zasięgu między tankowaniami 400 km – Ursus City Smile Fuel Cell Electric Bus.
W styczniu 2017 Toyota wyprodukowała i wprowadziła do użytku w swojej fabryce Motomachi w Toyota City w Japonii 2 wózki widłowe z napędem na wodorowe ogniwa paliwowe. Producent wykorzystał tę samą technologię, którą opracował do Toyoty Mirai. Do 2020 roku Toyota planuje wyprodukować co najmniej 170 wózków widłowych z ogniwami paliwowymi.

## Rodzaje ogniw paliwowych
Istnieje szereg rodzajów ogniw paliwowych, np.:
- ogniwo paliwowe z membraną do wymiany protonów (ang. Proton-exchange membrane fuel cell – PEMFC),
- odwracalne ogniwo paliwowe (ang. Reversible Fuel Cell – RFC),
- bezpośrednie ogniwo metanolowe (ang. Direct-methanol fuel cell – DMFC),
- ogniwo paliwowe z zestalonym elektrolitem tlenkowym (ang. Solid-oxide fuel cell – SOFC),
- ogniwo paliwowe ze stopionym węglanem (ang. Molten-carbonate fuel cell – MCFC),
- ogniwo paliwowe z kwasem fosforowym (ang. Phosphoric-acid fuel cell – PAFC),
- alkaliczne ogniwo paliwowe (ang. Alkaline fuel cell – AFC).

| Nazwa ogniwa paliowego                                          | Elektrolit                                                       | Moc (W)        | Temperatura pracy (°C)                   | Sprawność elektryczna (ogniwa) | Sprawność (systemu) | Status przemysłowy       | Koszt (USD/W) |
| --------------------------------------------------------------- | ---------------------------------------------------------------- | -------------- | ---------------------------------------- | ------------------------------ | ------------------- | ------------------------ | ------------- |
| Metalowo-wodorkowe ogniwo paliwowe (MHFC)                       | wodne roztwory wodorotlenków                                     |                | –20 (50% {\displaystyle P_{max}} w 0 °C) |                                |                     | komercyjne/w fazie badań |               |
| Elektrogalwaniczne ogniwo paliwowe (EGFC)                       | wodne roztwory wodorotlenków                                     |                | <40                                      |                                |                     | komercyjne/w fazie badań |               |
| Bezpośrednio zasilane kwasem mrówkowym (DFAFC)                  | membrana polimerowa                                              | <50            | <40                                      |                                |                     | komercyjne/w fazie badań |               |
| Akumulator cynkowo-powietrzny                                   | wodne roztwory wodorotlenków                                     |                | <40                                      |                                |                     | produkcja masowa         |               |
| Mikrobiologiczne ogniwo paliwowe                                | membrana polimerowa lub kwas humusowy                            |                | <40                                      |                                |                     | w fazie badań            |               |
| Odwracalne ogniwo paliwowe (RFC)                                | membrana polimerowa                                              |                | <50                                      |                                |                     | komercyjne/w fazie badań |               |
| Bezpośredniego zasilania borowodorkami                          | wodne roztwory wodorotlenków                                     |                | 70                                       |                                |                     | komercyjne               |               |
| Alkaliczne ogniwo paliwowe (AFC)                                | wodne roztwory wodorotlenków                                     | 10–100 kW      | <80                                      | 60–70%                         | 62%                 | komercyjne/w fazie badań |               |
| Bezpośredniego zasilania metanolem (DMFC)                       | membrana polimerowa                                              | 100 mW – 1 kW  | 90–120                                   | 20–30%                         | 10–20%              | komercyjne/w fazie badań | 125           |
| Ogniwa zasilane reformowanym metanolem                          | membrana polimerowa                                              | 5 W – 100 kW   | 250–300 (Reformer) 125–200 (PBI)         | 50–60%                         | 25–40%              | komercyjne/w fazie badań |               |
| Bezpośredniego zasilania etanolem (DEFC)                        | membrana polimerowa                                              | <140 mW/cm²    | 90–120                                   |                                |                     | w fazie badań            |               |
| Ogniwo paliwowe z membraną do wymiany protonów (PEM)            | membrana polimerowa                                              | 100 W – 500 kW | 50–100 (Nafion) 125–220 (PBI)            | 50–70%                         | 30–50%              | komercyjne/w fazie badań | 50–100        |
| Ogniwo paliwowe redoks                                          | wodne elektrolity redoks i membrana polimerowa                   | 1 kW – 10 MW   |                                          |                                |                     | w fazie badań            |               |
| Ogniwo paliwowe z kwasem fosforowym (PAFC)                      | kwas fosforowy (H3PO4)                                           | <10 MW         | 150-200                                  | 55%                            | 40% Co-Gen: 90%     | komercyjne/w fazie badań | 4–4.50        |
| Ogniwo paliwowe ze stopionym węglanem (MCFC)                    | stopione węglany litu lub potasu                                 | 100 MW         | 600–650                                  | 55%                            | 47%                 | komercyjne/w fazie badań |               |
| Ogniwo paliwowe z ceramicznym elektrolitem przewodzącym protony | tlenki ceramiczne przewodzące jony H+                            |                | 700                                      |                                |                     | w fazie badań            |               |
| Węglowe ogniwo paliwowe (DCFC)                                  | różne                                                            |                | 700–850                                  | 80%                            | 70%                 | komercyjne/w fazie badań |               |
| Ogniwo paliwowe ze stałym tlenkiem (SOFC)                       | tlenki ceramiczne przewodzące jonyO2− najczęściej tlenek cyrkonu | <100 MW        | 500–1100                                 | 60–65%                         | 55–60%              | komercyjne/w fazie badań |               |
| Biologiczne ogniwo paliwowe z enzymami jako katalizatorami      | związki, które nie uszkadzają enzymów                            |                | <40                                      |                                |                     | w fazie badań            |               |
| Akumulator magnezowo-powietrzny                                 | słona woda                                                       |                | −20 do 55                                | 90%                            |                     | komercyjne/w fazie badań |               |